# Николаус V фон Хунолщайн
Николаус V фон Хунолщайн (на немски: Nikolaus V von Hunolstein; † сл. 28 февруари 1431 или между 29 септември и 31 декември 1431) е господар и фогт на замък Хунолщайн в Морбах, Хунсрюк (Рейнланд-Пфалц).

## Произход
Той е син на фогт Николаус IV фон Хунолщайн († 6 януари 1387) и съпругата му рауграфиня Елизабет фон Нойенбаумберг († сл. 1407), дъщеря на Филип I фон Нойенбаумбург († 28 октомври 1359) и Агнес фон Лайнинген († между 20 септември 1387/8 февруари 1389). Внук е на фогт Йохан фон Хунолщайн († 27 октомври 1328) и Елизабет фон Бланкенхайм († 15 януари 1324).
Майка му се омъжва втори път пр. 1 януари 1394 г. за Дитрих IV фон Даун цу Брух († между ноември 1400/10 април 1402). Брат е на Йохан фогт фон Хунолщайн († сл. 1388).
Старата династична линия на наследствените „фогтове фон Хунолщайн“ измира през 1488 г. и тяхната собственост е взета от архиепископите на Трир.

## Фамилия
Първи брак: на 19 август 1391 г. с Матилда (Метца) фон Горен Залм († 27 март 1401), дъщеря на граф Йохан II фон Залм († 1386/1400) и Филипа фон Хайнсберг-Фалкенбург († 1398). Те имат един син:
- Герхард фогт фон Хунолщайн († сл. 1409)

Втори брак: ок. 27 март 1401 г. с Ида фон Ербах-Ербах († сл. 1402), вдовица на Конрад II фон Хоенфелс († 1392), дъщеря на шенк Еберхард VIII фон Ербах-Ербах († 1373) и графиня Елизабет фон Катценелнбоген († 1385). Те имат две деца:
- Николаус VI фон Хунолщайн († между януари и февруари 1455), фогт на Хунолщайн, женен на 4 юли 1414 г. за Демудис Кемерер фон Вормс-Далберг († сл. 3 април 1455)
- Барбара фон Хунолщайн

Трети брак: с Луция фон Хаген, дъщеря на Тилман фон Хаген-Мотен († 18 септември 1420) и Елизабет Байер фон Бопард († сл. 1390). Бракът е бездетен.